# ATC (A)
Jest to część klasyfikacji anatomiczno-terapeutyczno-chemicznej:
- A – Przewód pokarmowy i metabolizm
- B – Krew i układ krwiotwórczy
- C – Układ sercowo-naczyniowy
- D – Dermatologia
- G – Układ moczowo-płciowy i hormony płciowe
- H – Leki hormonalne do stosowania wewnętrznego (bez hormonów płciowych)
- J – Leki stosowane w zakażeniach (przeciwinfekcyjne)
- L – Leki przeciwnowotworowe i immunomodulujące
- M – Układ mięśniowo-szkieletowy
- N – Ośrodkowy układ nerwowy
- P – Leki przeciwpasożytnicze, owadobójcze i repelenty
- R – Układ oddechowy
- S – Narządy wzroku i słuchu
- V – Różne (varia)

Obejmuje ona leki związane z przewódem pokarmowym i metabolizmem:
- A – Przewód pokarmowy i metabolizm
  - A 01 – Preparaty stomatologiczne
  - A 02 – Leki stosowane w chorobach związanych z nadmierną kwasowością soku żołądkowego
  - A 03 – Leki stosowane w czynnościowych zaburzeniach przewodu pokarmowego
  - A 04 – Leki przeciwwymiotne i przeciw nudnościom
  - A 05 – Leki stosowane w chorobach dróg żółciowych i wątroby
  - A 06 – Leki przeczyszczające
  - A 07 – Leki przeciwbiegunkowe, przeciwzapalne i przeciwdrobnoustrojowe stosowane w chorobach przewodu pokarmowego
  - A 08 – Leki przeciw otyłości z wyłączeniem preparatów dietetycznych
  - A 09 – Leki poprawiające trawienie (włącznie z enzymami)
  - A 10 – Leki stosowane w cukrzycy
  - A 11 – Witaminy
  - A 12 – Preparaty uzupełniające niedobór składników mineralnych
  - A 13 – Leki wzmacniające
  - A 14 – Leki anaboliczne do stosowania ogólnego
  - A 15 – Leki zwiększające apetyt
  - A 16 – Inne leki działające na przewód pokarmowy i metabolizm

## A 01 –Preparaty stomatologiczne
- A 01 A – Preparaty stomatologiczne
  - A 01 AA – Preparaty zapobiegające próchnicy
  - A 01 AB – Środki do dezynfekcji jamy ustnej
  - A 01 AC – Kortykosteroidy do miejscowego stosowania w jamie ustnej
  - A 01 AD – Inne leki do miejscowego stosowania w jamie ustnej

## A 02 –Leki stosowane w zaburzeniach wydzielania soku żołądkowego
- A 02 A – Leki stosowane w nadkwaśności
  - A 02 AA – Preparaty magnezu
  - A 02 AB – Preparaty glinu
  - A 02 AC – Preparaty wapnia
  - A 02 AD – Połączenia i związki kompleksowe glinu, wapnia i magnezu
  - A 02 AF – Leki zobojętniające w połączeniu z lekami przeciw wzdęciom
  - A 02 AG – Preparaty złożone zawierające leki zobojętniające sok żołądkowy i leki rozkurczowe
  - A 02 AH – Preparaty złożone zawierające leki zobojętniające sok żołądkowy i wodorowęglan glinu
  - A 02 AX – Inne
- A 02 B – Leki stosowane w chorobie wrzodowej i refluksie żołądkowo-przełykowym
  - A 02 BA – Antagonisty receptora H2
  - A 02 BB – Prostaglandyny
  - A 02 BC – Inhibitory pompy protonowej
  - A 02 BD – Połączenia leków w celu likwidacji zakażeń Helicobacter pylori
  - A 02 BX – Inne preparaty złożone
- A 02 X – Inne leki stosowane w zaburzeniach wydzielania soku żołądkowego

## A 03 –Leki stosowane w czynnościowych zaburzeniach przewodu pokarmowego
- A 03 A – Leki stosowane w czynnościowych zaburzeniach jelit
  - A 03 AA – Syntetyczne leki przeciwcholinergiczne, estry z grupą aminową trzeciorzędową
  - A 03 AB – Syntetyczne leki przeciwcholinergiczne, estry z grupą aminową czwartorzędową
  - A 03 AC – Syntetyczne smazmolityki, amidy z czwartorzędową grupą aminową
  - A 03 AD – Papaweryna i jej pochodne
  - A 03 AE – Leki działające na receptory serotoninowe
  - A 03 AX – Inne
- A 03 B – Alkaloidy Atropa belladonna i ich pochodne
  - A 03 BA – Alkaloidy Atropa belladonna, aminy trzeciorzędowe
  - A 03 BB – Alkaloidy Atropa belladonna półsyntetyczne, związki amoniowe czwartorzędowe
- A 03 C – Spazmolityki w połączeniu z psycholeptykami
  - A 03 CA – Syntetyczne leki przeciwcholinergiczne w połączeniu z psycholeptykami
  - A 03 CB – Alkaloidy Atropa belladonna i ich pochodne w połączeniu z psycholeptykami
  - A 03 CC – Inne spazmolityki w połączeniu z psycholeptykami
- A 03 D – Spazmolityki w połączeniu z lekami przeciwbólowymi
  - A 03 DA – Syntetyczne leki przeciwcholinergiczne w połączeniu z lekami przeciwbólowymi
  - A 03 DB – Alkaloidy Atropa belladonna i ich pochodne w połączeniu z lekami przeciwbólowymi
  - A 03 DC – Inne spazmolityki w połączeniu z lekami przeciwbólowymi
- A 03 E – Spazmolityki i leki przeciwcholinergiczne w połączeniu z innymi lekami
  - A 03 EA – Połączenia spazmolityków, psycholeptyków i leków przeciwbólowych
  - A 03 ED – Spazmolityki w połączeniach z innymi lekami
- A 03 F – Leki pobudzające perystaltykę
  - A 03 FA – Leki pobudzające perystaltykę

## A 04 –Leki przeciwwymiotne i zapobiegające nudnościom
- A 04 A – Leki przeciwwymiotne i zapobiegające nudnościom
  - A 04 AA – Antagonisty receptora serotoninowego 5-HT3
  - A 04 AD – Inne

## A 05 –Leki stosowane w chorobach dróg żółciowych i wątroby
- A 05 A – Leki stosowane w chorobach dróg żółciowych
  - A 05 AA – Preparaty kwasów żółciowych
  - A 05 AB – Leki stosowane w chorobach dróg żółciowych
  - A 05 AX – Inne
- A 05 B – Leki stosowane w choroby wątroby, leki lipotropowe
  - A 05 BA – Leki stosowane w chorobach wątroby
  - A 05 BX – Inne
- A 05 C – Leki stosowane w chorobach dróg żółciowych i leki lipotropowe w połączeniach

## A 06 –Leki przeczyszczające
- A 06 A – Leki przeczyszczające
  - A 06 AA – Zmiękczające leki przeczyszczające
  - A 06 AB – Kontaktowe leki przeczyszczające
  - A 06 AC – Leki przeczyszczające zwiększające objętość mas kałowych
  - A 06 AD – Osmotyczne leki przeczyszczające
  - A 06 AG – Wlewki doodbytnicze
  - A 06 AH – Antagonisty opioidowe o wybiórczym działaniu obwodowym
  - A 06 AX – Inne leki przeczyszczające

## A 07 –Leki przeciwbiegunkowe, przeciwzakaźne, przeciwzapalne stosowane w chorobach przewodu pokarmowego
- A 07 A – Leki stosowane w zakażeniach przewodu pokarmowego
  - A 07 AA – Antybiotyki
  - A 07 AB – Sulfonamidy
  - A 07 AC – Pochodne imidazolu
  - A 07 AX – Inne
- A 07 B – Adsorbenty
  - A 07 BA – Preparaty węgla
  - A 07 BB – Preparaty bizmutu
  - A 07 BC – Inne
- A 07 C – Elektrolity z węglowodanami
  - A 07 CA – Doustne sole nawadniające
- A 07 D – Leki hamujące perystaltykę jelit
  - A 07 DA – Leki hamujące perystaltykę jelit
- A 07 E – Leki przeciwzapalne stosowane w chorobach przewodu pokarmowego
  - A 07 EA – Kortykosteroidy stosowane miejscowo
  - A 07 EB – Leki przeciwalergiczne (bez kortykosteroidów)
  - A 07 EC – Pochodne kwasu aminosalicylowego
- A 07 F – Preparaty przywracające prawidłową florę bakteryjną
  - A 07 FA – Preparaty przywracające prawidłową florę bakteryjną
- A 07 X – Różne leki przeciwbiegunkowe
  - A 07 XA – Pozostałe leki przeciwbiegunkowe

## A 08 –Leki hamujące łaknienie
- A 08 A – Leki hamujące łaknienie
  - A 08 AA – Leki hamujące łaknienie działające ośrodkowo
  - A 08 AB – Leki hamujące łaknienie działające obwodowo
  - A 08 AX – Inne

## A 09 –Leki poprawiające trawienie (z enzymami)
- A 09 A – Leki poprawiające trawienie (z enzymami)
  - A 09 AA – Enzymy
  - A 09 AB – Preparaty stymulujące wydzielanie kwasu żołądkowego
  - A 09 AX – Inne

## A 10 –Leki stosowane w cukrzycy
- A 10 A – Insuliny
  - A 10 AB – Insuliny o krótkim czasie działania
  - A 10 AC – Insuliny o pośrednim czasie działania
  - A 10 AD – Insuliny o pośrednim czasie działania w połączeniu z krótko działającymi
  - A 10 AE – Insuliny o wydłużonym czasie działania
  - A 10 AF – Insuliny do inhalacji
- A 10 B – Doustne leki przeciwcukrzycowe (z wyjątkiem insuliny)
  - A 10 BA – Biguanidy
  - A 10 BB – Pochodne sulfonylomocznika
  - A 10 BC – Heterocykliczne sulfonamidy
  - A 10 BD – Połączenia doustnych leków przeciwcukrzycowych
  - A 10 BF – Inhibitory a-glukozydazy
  - A 10 BG – Tiazolidynediony
  - A 10 BH – Inhibitory peptydazy dipeptydylowej 4 (DPP-4)
  - A 10 BX – Inne doustne leki przeciwcukrzycowe (z wyjątkiem insuliny)
- A 10 X – Inne leki stosowane w cukrzycy
  - A 10 XA – Inhibitory reduktazy aldozowej

## A 11 –Witaminy
- A 11 A – Preparaty wielowitaminowe w połączeniach
  - A 11 AA – Preparaty wielowitaminowe w połączeniach ze związkami mineralnymi
  - A 11 AB – Preparaty wielowitaminowe w innych połączeniach
- A 11 B – Preparaty wielowitaminowe bez dodatków
  - A 11 BA – Preparaty wielowitaminowe
- A 11 C – Preparaty witamin A i D
  - A 11 CA – Preparaty witaminy A
  - A 11 CB – Preparaty witaminy A w połączeniu z witaminą D
  - A 11 CC – Preparaty witaminy D i jej analogów
- A 11 D – Preparaty witaminy B1 oraz jej połączenia z witaminami B6 i B12
  - A 11 DA – Preparaty witaminy B1
  - A 11 DB – Preparaty witaminy B1 w połączeniach z witaminami B6 i/lub B12
- A 11 E – Kompleks witamin z grupy B
  - A 11 EA – Kompleks witamin z grupy B bez dodatków
  - A 11 AB – Kompleks witamin z grupy B w połączeniach z witaminą C
  - A 11 AC – Kompleks witamin z grupy B w połączeniach z minerałami
  - A 11 AD – Kompleks witamin z grupy B w połączeniach ze steroidami anabolicznymi
  - A 11 EX – Kompleks witamin z grupy B w innych połączeniach
- A 11 G – Preparaty witaminy C
  - A 11 GA – Preparaty witaminy C
  - A 11 GB – Preparaty witaminy C z dodatkami
- A 11 H – Preparaty pozostałych witamin
  - A 11 HA – Preparaty pozostałych witamin
- A 11 J – Preparaty połączeń pozostałych witamin
  - A 11 JA – Połączenia witamin
  - A 11 JB – Witaminy z minerałami
  - A 11 JC – Inne połączenia

## A 12 –Związki mineralne
- A 12 A – Wapń
  - A 12 AA – Preparaty wapnia
  - A 12 AX – Wapń w połączeniach z innymi lekami
- A 12 B – Potas
  - A 12 BA – Preparaty potasu
- A 12 C – Pozostałe związki mineralne
  - A 12 CA – Preparaty sodu
  - A 12 CB – Preparaty cynku
  - A 12 CC – Preparaty magnezu
  - A 12 CD – Preparaty fluoru
  - A 12 CE – Preparaty selenu
  - A 12 CX – Preparaty pozostałych związków mineralnych

## A 13 –Leki wzmacniające
- A 13 A – Leki wzmacniające

## A 14 –Leki anaboliczne
- A 14 A – Steroidy anaboliczne
  - A 14 AA – Pochodne androstanu
  - A 14 AB – Pochodne estrenu
- A 14 B – Inne leki anaboliczne

## A 15 –Leki poprawiające apetyt
- A 15 A – Leki poprawiające apetyt

## A 16 –Pozostałe leki stosowane w chorobach przewodu pokarmowego i zaburzeniach metabolizmu
- A 16 A – Pozostałe leki stosowane w chorobach przewodu pokarmowego i zaburzeniach metabolizmu
  - A 16 AA – Aminokwasy i pochodne
  - A 16 AB – Enzymy
  - A 16 AX – Inne leki stosowane w chorobach przewodu pokarmowego i zaburzeniach metabolizmu